# Dynaxity
Dynaxity, deutsch auch Dynaxität, ist ein Kunstwort, zusammengesetzt aus dynamics und complexity. Der Begriff Dynaxity beschreibt die Kombination aus Dynamik und Komplexität. Der Begriff entstand Ende der 1980er Jahre und wurde im Jahr 1991 erstmals von Rieckmann verwendet und veröffentlicht. Er wurde von vielen Autoren aufgegriffen, u. a. von Henning und Tiltmann.
Der Begriff ist aus den Praxiserfahrungen beim Managen komplexer Systeme in Unternehmen und Organisationen entstanden und beschäftigt sich mit der Gleichzeitigkeit der Zunahme von Komplexität und Dynamik sowie den daraus abzuleitenden Folgen für die Wahrnehmung, Diagnose und das Steuern solcher Systeme.
Grundsätzlich sind dabei vier Zonen zu unterscheiden: statisch, dynamisch, turbulent und chaotisch. Die vier Zonen kennzeichnen unterschiedliche Grade der Dynaxity.

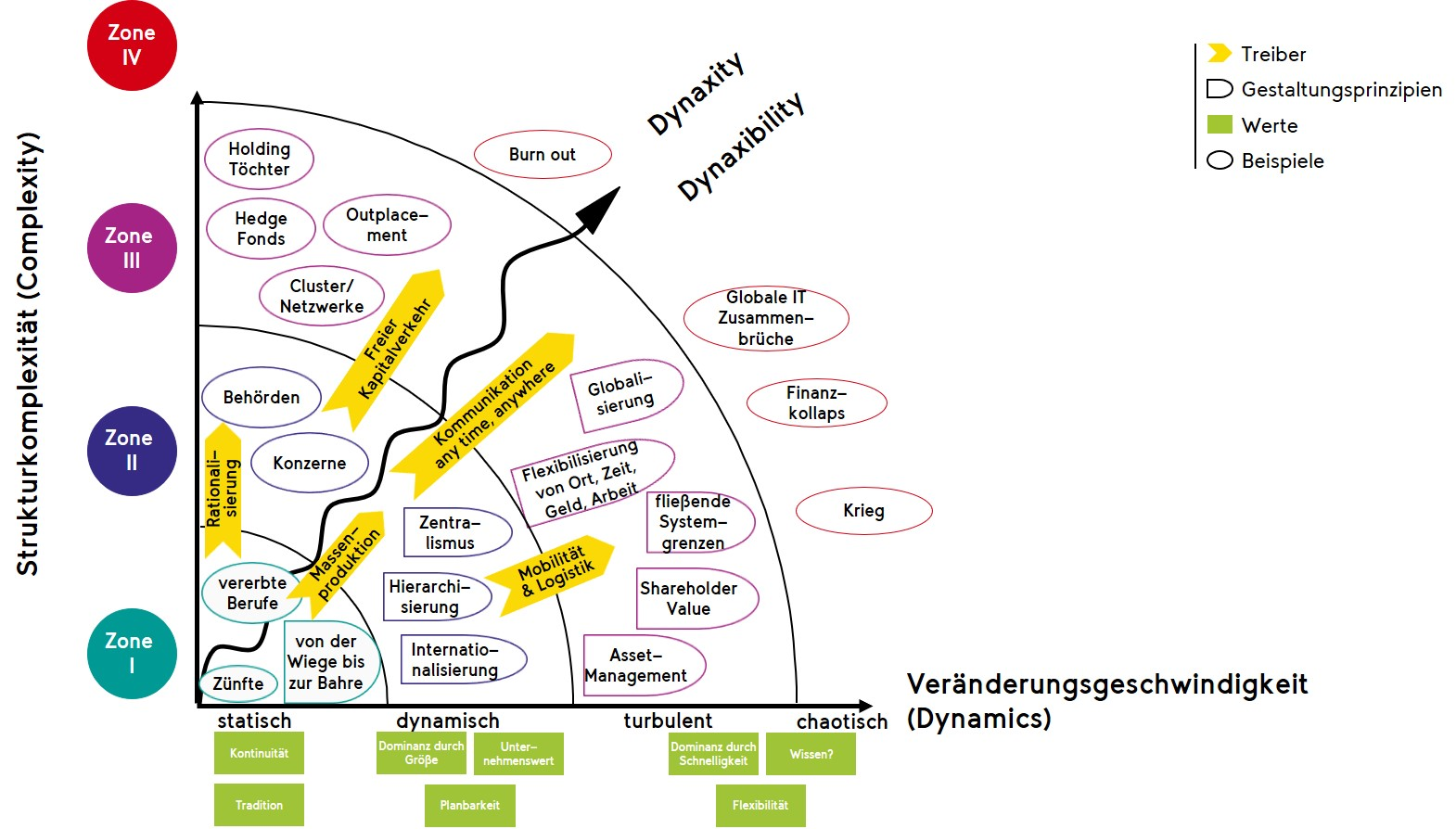
Darstellung der vier Zonen der Dynaxity

## Die vier Zonen der Dynaxity

### Zone 1: statisch
In Zone 1 spricht man von quasi-statischen Verhältnissen. Einfache feste, unumstößliche Regeln, gleiche Betriebsstrukturen über Generationen hinweg und gesicherte Märkte sind Rahmenbedingungen für geringe Dynaxity.

### Zone 2: dynamisch
Die Zone 2 beschreibt den Normalfall von Unternehmen: Sich veränderte Märkte, kontinuierliches Wachstum, einheitliche Prozesse und Strukturen, hoher Aufwand für Planung, grundsätzliche Steuerbarkeit des Unternehmens im Sinne des sog. „Maschinenmodells“. Daten- und Faktenorientierung, Handbücher, Normen, Standards prägen das Geschehen. Aufgabenspezialisierung. Entscheidungen werden im Wesentlichen zentral getroffen und Aufgabenüberlappung wird vermieden. Kopf- und Handarbeit wird möglichst getrennt, ebenso die Ausführung einer Tätigkeit von deren Überwachung. Die Umwelt – und damit auch der Kunde – erscheint in Zone 2 häufig als „Störgröße“.

### Zone 3: turbulent
Mit weiter zunehmender Dynaxity entsteht die Zone 3, die „turbulente Zone“. Grundsätzlich ist das Management von Systemen in der Zone 3 möglich, jedoch nicht mehr mit den gleichen Methoden. Der „mechanistische“ Ansatz versagt. Vielmehr muss ein System als ein lebendes System betrachtet werden, in dem sich Menschen (teil)autonom für Ziele entscheiden und Menschen mit ihren Lebens- und Arbeitsprozessen das Geschehen dominieren. Systeme der Zone 3 haben eine hohe Eigendynamik, die sich unter dem Druck externer Turbulenzen des Marktes verstärkt. Sie sind durch starke Rückkopplungsprozesse geprägt – die Lösung eines Problems erzeugt häufig zahlreiche neue. Hohe Redundanz ist ein weiteres Merkmal solcher Systeme.

### Zone 4: chaotisch
Die grundsätzliche Steuerbarkeit von Systemen mit hoher Dynaxity ist in Zone 4 nicht mehr gegeben. Die Zone 4 beschreibt also jene Zustände, in denen extrem hohe Komplexität und Dynamik vorherrschen, diese aber in ihrer Richtung so gut wie nicht mehr gesteuert werden können. Typische Beispiele hierfür sind Bürgerkriege, Naturkatastrophen, aber auch psychotische Zustände von Menschen und Systemen.

## Anwendungsgebiete
Es ist offensichtlich, dass zum Managen von Systemen die Zone 3 die Zieldimension für viele Unternehmen und Organisationen sein muss. Dabei existieren zwei Fälle:
a. Eine Organisation muss sich, z. B. aufgrund turbulenter werdender Märkte von Zone 2 in Zone 3 bewegen.
b. Eine Organisation befindet sich in Zone 4 und ist aufgrund ihrer chaotischen Struktur in einem nicht mehr steuerbaren Zustand, der durch absolute Dominanz chaotischer Prozesse gekennzeichnet ist. Hier gilt es, Wege zu finden, die eine Rückkehr in Zone 3 erlauben.
In diesem Kontext bezeichnet man Dynaxibility als die Fähigkeit, mit Dynaxity zonenadäquat umzugehen.
Rieckmann und Henning/Henning diskutieren Dynaxibility auch im Kontext ratio und emotio, speziell durch die Faktoren Wahrheit und Liebe. Für die Dynaxibility in Zone 3 ergeben sich dabei zwei exponierte Zustände:
a. Liebe ohne Wahrheit: Dieser Zustand ist häufig zu beobachten, wenn sich Organisationen und deren Teams auf dem Weg von Zone 2 in Zone 3 befinden. Um den Faktor „Geborgenheit“ zu bewahren, wird häufig auf unangenehme Wahrheiten verzichtet und es werden – meist unbewusst – zahlreiche „Nichtangriffspakte“ geschlossen. Solche „Kuschelgruppen“ fühlen sich dann im Kontext von Turbulenzen der Zone 3 noch wohl, leisten aber zunehmend weniger zielführende Leistungsbeiträge für die Organisation. Die Folgen eines solchen Verhaltens lassen sich in Seminarumgebungen simulieren und Überwindungsstrategien können erprobt werden.
b. Wahrheit ohne Liebe: Der zweite exponierte Zustand in Zone 3 beschreibt den Prozess, bei dem der emotionale und/oder sachliche Leidensdruck so groß geworden ist, dass einzelne oder ganze Gruppen die Wahrheit „auf den Tisch knallen“ – ohne Rücksicht auf die emotionalen Folgen für die Betroffenen. Solche „Brutalo-Gangs“ sind in Teams und Unternehmen vor allem dann zu beobachten, wenn (zu) lange um eines guten Betriebsklimas willen (unangenehme) Wahrheiten unter dem Tisch gehalten wurden.
Als Überwindungsstrategie beschreibt Henning auf der Basis des OSTO Systemmodells das Konzept der „fokussierten“ Synergie (business oriented familiarity / functional trust). Es unterstützt, Teamentwicklungsprozesse in Zone 3 so zu gestalten, dass Menschen und Team in einer Balance zwischen Wahrheit und Liebe arbeiten.

### Agiles Manifest
Für die grundsätzliche Unterscheidung zwischen Zone 2 und Zone 3 wird auch das agile Manifest der Prozessgestaltung herangezogen. Es verallgemeinert Überlegungen aus der agilen Softwareentwicklung und enthält folgende vier Leitsätze:
- Uns sind lauffähige Prozesse wichtiger als umfangreiche Dokumentation.
- Uns ist die Zusammenarbeit mit dem Kunden wichtiger als Vertragsverhandlungen.
- Uns sind Individuen und deren Interaktionen wichtiger als Werkzeuge.
- Uns ist es wichtiger auf Änderungen reagieren zu können, als einen Plan zu verfolgen.

Dabei sind uns die erstgenannten Worte wichtiger, wenngleich die jeweils zweiten Dinge ihren Wert besitzen. Mit diesem Manifest wird deutlich, dass es beim Managen in Zone 3 darum geht, eine Balance zu finden zwischen Prinzipien der Zone 3 (läuffähige Prozesse, Zusammenarbeit mit dem Kunden, Individuen und deren Interaktionen, auf Änderungen reagieren) und der Zone 2 (Dokumentationen, Vertragsverhandlungen, Werkzeuge, Pläne). Allerdings ist im Zweifel dem Zone 3-Ansatz der Vorrang zu geben.

### Erfolgsfaktoren
Für die daraus abzuleitenden Management-Prinzipien schlagen Kutscha und Henning vor:
„1. Sich der Situation immer wieder bewusst werden. 2. Allen Ballast über Bord werfen. 3. Software bauen, die „gut genug ist“. 4. die internen Prozesse optimieren. 5. Kooperation und Kommunikation verbessern. 6. Ein Kern-Team aufbauen, das sich 100 % auf den Erfolg konzentriert. 7. Vertrauen und Zuversicht (wieder) aufbauen. 8. Arbeiten, arbeiten und noch mal arbeiten.“
Später fügt Klaus Henning noch einen weiteren Punkt zu diesen acht genannten Erfolgsfaktoren hinzu: „9. Feiern nach Erfolgen ist ein absolutes Muss, damit man die Lust behält, sich immer wieder darauf einzulassen.“